# چرخ زدن
چرخ زدن از جمله حرکات در ورزش زورخانه‌ای بوده و بر شش گونه‌ است:
چرخ جنگلی، چرخ تیز، چرخ سبک و چمنی، چرخ تک پر، چرخ سه تک پر و چرخ تبریزی.
۱- چرخ جنگلی: ورزشکار در میان گود می‌آید و دست‌ها را در امتداد شانه نگاه می‌دارد و به نرمی خود را تکان می‌دهد و آرام و همآهنگ با صدای ضرب مرشد، دور گود می‌چرخد.
۲- چرخ تیز: ورزشکار در میان گود یا دور گود بسیار تند به دور خود می‌چرخد. گاهی سرعت چرخ آنقدر زیاد می‌شود که اندام چرخنده را نمی‌توان تشخیص داد.
۳- چرخ سبک و چمنی: ورزشکار در چرخ سبک و چمنی نه تند و نه آرام، بلکه سنگین و زیبا به دور خود می‌چرخد و با چرخ دور گود را هم می‌پیماید.
۴- چرخ تک پر: ورزشکار پس از یک بار به دور خود چرخیدن، یک بار هم به هوا می‌جهد و در هوا چرخی به دور خود می‌زند. گاهی هم چرخنده دو دست راست را روی هم بر سینه می‌گذارد و چرخ می‌زند. معمولاً ورزشکار تک پرها را در هوا و در گوشه‌های گود انجام می‌دهد.
۵- چرخ سه تک پر: ورزشکار سه بار به دور خود می‌چرخد آنگاه یک تک پر در هوا می‌زند.
۶- چرخ تبریزی: چرخ تبریزی را در پای تبریزی انجام می دهند، به گونه ای که به جای پای تبریزی چرخ میزنند و یک پای خود را بالا می آورند.
مرشد برای هر یک از چرخ‌ها آهنگی ویژه بر ضرب می‌گیرد.

## منبع
- سایت فرهنگسرا